# Восстание зловещих мертвецов
«Восстание зловещих мертвецов» (англ. Evil Dead Rise) — американский фильм ужасов о сверхъестественном, снятый режиссёром и сценаристом Ли Кронином. Это пятый фильм серии «Зловещие мертвецы». В главных ролях — Лили Салливан и Алисса Сазерленд, сыгравшие двух отчуждённых сестёр, пытающихся выжить и спасти свою семью от демонических существ. Также в фильме снялись Морган Дейвис, Габриэль Эколс и Нелл Фишер.
Разработке фильма предшествовали отменённые планы на сиквелы к фильмам «Зловещие мертвецы: Чёрная книга» (2013) и «Армия тьмы» (1992), а также на четвёртый сезон сериала «Эш против зловещих мертвецов» (2015—2018). В октябре 2019 года Сэм Рэйми объявил, что новый фильм находится в разработке. Продюсером выступил Роберт Таперт, а Рэйми и Брюс Кэмпбелл стали исполнительными продюсерами. Кронин написал сценарий и занял режиссёрское кресло. Съёмки начались в Новой Зеландии 6 июня 2021 года и завершились 27 октября 2021 года.
Мировая премьера состоялась 15 марта 2023 года на фестивале South by Southwest, а в прокат фильм вышел 21 апреля 2023 года. Картина получила в целом положительные отзывы от критиков и собрала более 147 миллионов долларов по всему миру при бюджете 15-19 миллионов, став самым кассовым фильмом франшизы.

## Сюжет
Двоюродные сёстры Тереза и Джессика, а также парень Джессики, Калеб, отдыхают в домике на берегу озера. Внезапно Джессика нападает на Терезу, сдирая с неё скальп, затем обезглавливает Калеба и, наконец, начинает левитировать над озером.
Днём ранее, расстроенная из-за того, что узнала о своей беременности, техник по гитаре Бет навещает свою сестру Элли — мать-одиночку подростков Дэнни и Бриджит, а также несовершеннолетней Кэсси — в их заброшенном жилом комплексе в Лос-Анджелесе. Здание сотрясает землетрясение, пока дети находятся на подземной парковке, где обнаруживают скрытую камеру. Дэнни проводит расследование и находит религиозные артефакты, три грампластинки 1923 года и странную книгу, которую берёт в свою комнату. Первоначальные детали записи свидетельствуют о том, что попытки священника исследовать книгу были отвергнуты, однако она оказалась одним из трёх томов Naturom Demonto. Последующая запись показывает, что жрец тайно продолжил свои исследования и произнёс заклинание, призвавшее демонических существ, известных как Дедайты.
Электроснабжение в здании выходит из строя, и изолированная Элли подвергается нападению невидимой силы и оказывается одержима. Она возвращается в квартиру в трансе, угрожает своей семье и умирает, умоляя Бет защитить её детей. Соседи Бет и Элли помогают уложить её в спальне и пытаются найти выход. Они обнаруживают, что лестница обрушилась, лифт повреждён, и они не могут добраться до пожарной лестницы, прежде чем Элли оживает и нападает на семью, ранив Бриджит. Бет и дети запирают Элли за дверью квартиры после того, как она преследует и убивает соседей.
Дэнни признаётся Бет в том, что отыскал Naturom Demonto, а Элли обманом заставляет Кэсси открыть дверь, после чего нападает на неё. Пока Дэнни и Бет отвлекаются, спасая Кэсси и вновь запирая Элли, Бриджит становится одержимой из-за своей раны. Она нападает на Бет, а затем на Дэнни и Кэсси, которые непреднамеренно пронзают её голову сломанной ручкой метлы.
Бет слушает третью запись, пытаясь понять, как изгнать мертвецов, но узнаёт, что священник потерпел неудачу — все его союзники были одержимы, и только полное уничтожение носителя остановит существ. Бриджит оживает и смертельно ранит Дэнни, который, прежде чем умереть, поджигает Бриджит. В этот момент Элли проникает в квартиру через вентиляцию. Понимая, что Бет беременна, Элли пытается вырвать из неё плод, но Бет и Кэсси удаётся обезвредить её ножницами. Элли не удаётся эмоционально манипулировать Кэсси, и та смиряется с тем, что её матери больше нет.
Дэнни и тела соседей оказываются одержимыми, что заставляет Бет и Кэсси укрыться в повреждённом лифте. Элли, Бриджит и Дэнни сливаются в существо с несколькими конечностями, известное как Мародёр, и взбираются в лифт, чтобы атаковать их, пока кабина заполняется кровью. Общий вес заставляет лифт рухнуть на первый этаж, что позволяет Бет и Кэсси сбежать на парковку. Мародёр захватывает Кэсси и пытается обезглавить её бензопилой, но Бет возвращается, отвлекает его, и вместе с Кэсси они уничтожают Мародёра, заталкивая его в измельчитель древесины. Отрубленная голова Элли насмехается над Бет, заявляя, что та будет неудачницей как мать, в результате чего та пинает голову Элли в измельчитель. Бет и Кэсси вместе сбегают из здания.
На следующее утро Джессика идёт на парковку, чтобы отправиться в отпуск, но на неё нападает невидимая сила.

## В ролях
- Лили Салливан — Бет[7]
- Алисса Сазерленд — Элли[7]
- Морган Дейвис — Дэнни[7]
- Габриэль Эколс — Бриджет[7]
- Нелл Фишер — Кэсси[7]
- Ричард Краусли — Калеб[8]
- Мирабай Пиз — Терез[8]
- Анна-Мари Томас — Джессика[8]
- Джейден Дэниелс — Габриэль[9]
- Билли Рейнольдс-Маккарти — Джейк[9]
- Тай Вано — Скотт[9]
- Марк Митчинсон — мистер Фонда[10]

Брюс Кэмпбелл исполняет эпизодическую голосовую роль, которую можно услышать в записи на одной из грампластинок 1923 года. Он озвучивает неназванного персонажа, предупреждающего священников об опасности ритуала воскрешения демонов, крича: «Это не просто так называется „Книга мёртвых!“» после того, как призвал священника остановиться. Сценарист и режиссёр Кронин заявил, что Кэмпбелл намеренно озвучил эту роль, поскольку считает, что этот персонаж — перемещённый во времени Эш Уильямс.

## Производство

### Разработка
На фестивале South by Southwest Федерико Альварес объявил, что его фильм «Зловещие мертвецы: Чёрная книга» получит продолжение.Кроме того, Сэм Рэйми подтвердил планы написать сценарий четвёртого фильма совместно со своим братом Айваном Рэйми; позже стало известно, что этот фильм станет продолжением «Армии тьмы». В марте 2013 года на WonderCon Брюс Кэмпбелл и Альварес заявили, что их окончательный план заключался в выпуске седьмого фильма, который объединит истории Эша Уильямса и Мии Аллен, следом за «Чёрной книгой 2» и «Армией тьмы 2». Кэмпбелл тогда подтвердил, что вернётся к роли Эша в «Армии тьмы 2». Позже в том же месяце Альварес написал в Twitter, что Рэйми займётся режиссурой этого фильма. Однако уже к ноябрю Кэмпбелл начал выражать сомнения в возможности съёмок четвёртой части. В сентябре 2017 года на Fan Expo Canada Кэмпбелл заявил, что, по его мнению, единственный жизнеспособный путь развития франшизы — это формат кабельного сериала премиум-класса, приведя в пример «Эш против зловещих мертвецов» на канале Starz.
После отмены четвёртого сезона «Эш против зловещих мертвецов» в ноябре 2018 года Альварес, рассуждая о будущем франшизы, сказал: «Пока это лишь идеи. Официально объявлять нечего. У нас есть сценарий для „Не дыши 2“. Это единственное отличие. Для „Тёмной книги 2“ сценария нет, но есть готовый сценарий для „Не дыши 2“». Он также добавил: «Когда я спросил в Твиттере, что больше интересует зрителей, мы с коллегами вели внутренний спор. К сожалению, победила „Тёмная книга 2“. Хотя, если честно, я предпочёл бы, чтобы победил „Не дыши 2“, потому что это один из моих собственных проектов. Но очевидно, что у „Тёмной книги“ больше поклонников». 10 июля 2019 года Рэйми рассказал о перспективах франшизы, заявив: «Мы хотели бы снять ещё один фильм „Зловещие мертвецы“ и уже работаем над несколькими идеями». Он также отметил, что хотел бы снова поработать с Кэмпбеллом, однако тот ранее заявлял, что окончательно завершил свою роль Эша. Рассматривалась также возможность продолжения перезапуска 2013 года, но Рэйми выразил сомнения, что Альварес возьмётся за этот проект, так как тот к тому моменту уже был востребованным режиссёром.

### Пре-продакшн
В октябре 2019 года на New York Comic Con Рэйми официально объявил, что новый фильм находится в разработке. Продюсером стал Роберт Таперт, а Рэйми и Кэмпбелл выступили исполнительными продюсерами под эгидой Ghost House Pictures. В июне 2020 года Кэмпбелл сообщил, что Рэйми выбрал Ли Кронина для написания сценария и постановки фильма, который изначально назывался Evil Dead Now. В мае 2021 года компания New Line Cinema (ранее выпустившая первый фильм франшизы) приступила к съёмкам. Изначально фильм планировалось выпустить на платформе HBO Max, однако позже он был переименован в «Восстание зловещих мертвецов».

### Кастинг
В мае 2021 года стало известно, что главные роли исполнят Алисса Сазерленд и Лили Салливан. В июне к актёрскому составу присоединились Габриэль Эколс, Морган Дейвис и Нелл Фишер, а в июле — Миа Чаллис.

### Съёмки
Съёмки начались в Новой Зеландии 6 июня 2021 года. Оператором выступил Дэйв Гарбетт, ранее работавший над несколькими эпизодами сериала «Эш против зловещих мертвецов». 14 июля 2021 года Кронин сообщил, что съёмки завершены наполовину Полностью работа была закончена 27 октября 2021 года. Режиссёр также поделился, что на съёмках использовалось более 6500 литров искусственной крови.

### Пост-продакшн
В апреле 2022 года стало известно, что Стефен Маккеон напишет саундтрек к фильму. Ранее он уже работал с Кронином над фильмом «Другой».

## Показ
Мировая премьера фильма 15 марта 2023 года состоялась на South by Southwest, в кинотеатрах фильм вышел 21 апреля того же года.
Первоначально фильм планировалось выпустить только на HBO Max, но был перенесён на театральный релиз в августе 2022 года в рамках плана реструктуризации распространения фильмов Warner Bros., в котором студия будет меньше полагаться на релизы только HBO Max и больше на театральные релизы.

## Отзывы критиков
На Rotten Tomatoes фильм имеет рейтинг 84 % со средней оценкой 7,1/10 на основе 238 рецензий. Консенсус сайта гласит: «Предлагая практически всё, на что могли надеяться давние фанаты, и при этом не забывая о развитии франшизы, „Восстание зловещих мертвецов“ — это просто круто». На Metacritic — 69 баллов из 100 на основе 38 рецензий, что соответствует статусу «в целом положительные отзывы».

### Комментарии
1. ↑  В рекламных материалах в качестве альтернативы используется логотип Ghost House Pictures.